# Isatou Nyang

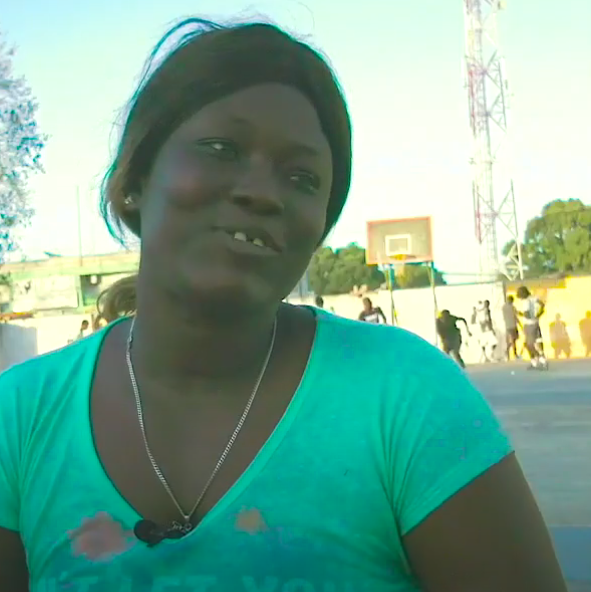
Isatou Nyang

Isatou „Ida“ Nyang (geb. am 3. Juli 1984 in Serekunda) ist eine gambische Leichtathletin im Behindertensport.

## Leben
Nyangs Beine sind nicht richtig ausgebildet, so dass sie im Rollstuhl sitzt. Sie wohnt in Serekunda. Sie heiratete mit 18 Jahren, bekam zwei Kinder und ließ sich später scheiden. Etwa um 2000 begann sie Leichtathletik und Rollstuhlbasketball zu betreiben. Sie war die einzige Frau in ihrem Team.
Im September 2011 wurde sie in den Vorstand der Gambia Association of the Physically Disabled (GAPD) gewählt.
Bei den Sommer-Paralympics 2012 in London war sie neben Demba Jarju die zweite teilnehmende Person aus Gambia und war die Flaggenträgerin. Sie war die erste Frau aus Gambia, die an Paralympischen Spielen teilnahm. Sie startete in der Startklasse T54 über 100 Meter, wo sie mit 20,32 Sekunden Letzte im Vorlauf wurde und ausschied. Über 800 Meter wurde sie disqualifiziert.
2013 war ihre Teilnahme an den Leichtathletik-Weltmeisterschaften der Behinderten 2013 in Lyon geplant, sie trat aber letztlich nicht an.
Beim July 22nd Marathon Race am 15. Oktober 2014 in Gambia wurde sie Zweite hinter (der nichtbehinderten) Mariama T. Jallow.
Im Dezember 2015 nahm sie an Wettkämpfen in Guinea-Bissau teil, wo sie den Wettbewerb über 200 Meter gewann. Sie spielte auch im Rollstuhlbasketballteam der Männer mit, das nach zwei Niederlagen ausschied.
Im August 2018 nahm sie an der African Para Powerlifting Championship in der Gewichtsklasse bis 73 kg teil, konnte sich aber nicht platzieren.
Seit vielen Jahren verdient sie mangels Beschäftigungsmöglichkeiten ihren Lebensunterhalt mit Betteln. Gambische paralympische Sportler sind mangels staatlicher Unterstützung auf Sponsoren angewiesen. An den Sommer-Paralympics 2016 konnte sie mangels Finanzierung nicht teilnehmen.

## Auszeichnungen
Im Juli 2011 wurde sie bei den National Sports Awards der Sports Journalists’ Association of The Gambia (SJAG) als Paralympionikin des Jahres 2010 ausgezeichnet. Sie war die einzige weibliche Sportlerin, die in diesem Jahr einen Preis erhielt. Für 2011 war sie wieder für den Preis nominiert und gewann ihn 2012/2013 erneut.
Die Union of African Women Sports Reporters (UFRESA) zeichnete sie Ende März 2012 in Abidjan (Elfenbeinküste) für ihre Leistungen mit dem Jurypreis aus.